# Župnija Podraga
Župnija Podraga je rimskokatoliška teritorialna župnija dekanije Vipavska škofije Koper.

## Sakralni objekti
- župnijska cerkev sv. Mohorja in Fortunata
- podružnična cerkev sv. Urbana
- podružnična cerkev sv. Socerba